# Елафохори
Елафохори (грч. Ελαφοχώρι) је насељено место у општини Места у периферији Источна Македонија и Тракија, Грчка. Према попису из 2021. године било је 34 становника.
Према бугарском географу и историчару, Василу Канчову, у Елафохорију је 1900. године живело 80 Турака. Двадесетих година 20. века турско становништво је принудно исељено у Турску а на њихово место су насељене грчке избегличке породице, којих је на попису из 1928. године било 234. Село се раније звало Караџова